# Derodontoidea
Super-famille
Les Derodontoidea forment une super-famille d'insectes de l'ordre de coléoptères.

## Liste des familles
Selon ITIS (31 août 2014) :
- famille Derodontidae LeConte, 1861